# Ceanothia mitella
Ceanothia mitella är en insektsart som först beskrevs av Jensen 1957.  Ceanothia mitella ingår i släktet Ceanothia och familjen rundbladloppor. Inga underarter finns listade i Catalogue of Life.